# يفاعة (مسورة)

تعديل مصدري - تعديل

يفاعة هي إحدى قرى عزلة بيحان الدولة بمديرية مسورة التابعة لمحافظة البيضاء، بلغ تعداد سكانها 28 نسمة حسب تعداد اليمن لعام 2004.